# Shimonagaya (metropolitana di Yokohama)
Shimonagaya (下永谷駅?, Shimonagaya-eki) è una stazione della metropolitana di Yokohama che si trova nel quartiere di Kōnan-ku a Yokohama, ed è servita dalla linea blu.

## Linee
Metropolitana di Yokohama
 Linea blu (linea 4)

## Struttura
La stazione è realizzata in sotterranea, e dispone di due marciapiedi laterali con due binari passanti, protetti da porte di banchina a mezza altezza.
| 1 | Linea blu |  | per Totsuka e Shōnandai             |
| 2 | Linea blu |  | per Yokohama, Center-Kita e Azamino |

## Stazioni adiacenti
| «          | Servizio  | »         |
| Linea Blu  | Linea Blu | Linea Blu |
| ---------- | --------- | --------- |
| Kaminagaya | -         | Maioka    |